# Karol Herse
Karol Feliks Herse (ur. 1 listopada 1898 w Warszawie, zm. 15 lipca 1975 w Tarnowie) – polski handlowiec i dyplomata, konsul RP w Toronto (1944–1945).

## Życiorys
Karol Herse pochodził z rodziny kupieckiej. Jego ojciec Adam Szczepan był właścicielem Domu Mody przy ul. Marszałkowskiej 150 w Warszawie. W 1916 ukończył Męską Szkołę Realną w Warszawie (późniejsze LO im. Adama Mickiewicza). Uczęszczał do jednej klasy z Tadeuszem Gebethnerem. W młodości uprawiał lekkoatletykę i hokej na lodzie w barwach Polonii Warszawa.
Uczestniczył w kursie oficerów artylerii. Był kierownikiem wydziału zakupów w Państwowej Wytwórni Prochu w Zagożdżonie. W 1931 stracił pracę za odmowę podania ręki oficerowi zaangażowanemu w prześladowanie opozycji antysanacyjnej. W 1933 przybył do Stanów Zjednoczonych. W 1936 rezydował w Chicago jako reprezentant polskiego Towarzystwa Handlu Kompensacyjnego na Amerykę. Organizował Federację Polskich Zrzeszeń Kupieckich. W 1939 rozpoczął pracę w Konsulacie RP w Pittsburghu. W 1941 jako członek Polskiej Misji Wojskowej w Kanadzie w stopniu porucznika pomagał w organizacji punktu werbunkowego w Windsorze. W styczniu 1944 został powołany na założyciela i kierownika konsulatu RP w Toronto, którym był do czerwca w 1945. Urzędowanie zakończył wraz z uznaniem przez Kanadę Tymczasowego Rządu Jedności Narodowej. W tym samym roku zaangażował się w zbieranie i wysyłanie pomocy do Polski w ramach United Polish Relief Fund of Canada, gdzie był sekretarzem finansowym. Dalsza jego aktywność w Kanadzie i okoliczności powrotu do Polski są nieznane.
Żonaty z Marią (Karoliną) Herse, siostrzenicą Ignacego Jana Paderewskiego.
Pochowany na cmentarzu ewangelicko-augsburskim w Warszawie.